# Gerhard Thyben
Gerhard Thyben (ur. 24 lutego 1922 w Kilonii, zm. 4 września 2006 w Cali) – niemiecki as myśliwski w Luftwaffe w stopniu Oberleutnanta. Zestrzelił 157 maszyn nieprzyjaciela, z czego 152 na Froncie Wschodnim. Służył w czasie trwania II wojny światowej, za swoją służbę został odznaczony Krzyżem Rycerskim Krzyża Żelaznego z Liśćmi Dębu.

## Odznaczenia
- Krzyż Rycerski Krzyża Żelaznego z Liśćmi Dębu
  - Krzyż Rycerski – 6 grudnia 1944
  - Liście Dębu (nr 822) – 8 kwietnia 1945
- Krzyż Niemiecki w Złocie – 24 października 1943
- Krzyż Żelazny I Klasy
- Krzyż Żelazny II Klasy
- Puchar Honorowy Luftwaffe – 31 sierpnia 1943

## Literatura
- Walther-Peer Fellgiebel: Die Träger des Ritterkreuzes des Eisernen Kreuzes, 1939-1945 : die Inhaber der höchsten Auszeichnung des Zweiten Weltkrieges aller Wehrmachtteil. Friedberg/H.: Podzun-Pallas, 2000. ISBN 3-7909-0284-5. Brak numerów stron w książce
- Patzwall, Klaus D. & Scherzer, Veit. Das Deutsche Kreuz 1941 - 1945 Geschichte und Inhaber Band II. Norderstedt, Germany: Verlag Klaus D. Patzwall, 2001. ISBN 3-931533-45-X.
- John Weal: Focke-Wulf Fw 190 Aces of the Russian Front (Osprey Aircraft of the Aces, No 6). Oxford: Osprey Publishing (UK), 1998. ISBN 1-85532-518-7. (ang.). Brak numerów stron w książce